# Pangaphaenops seraphicus
Pangaphaenops seraphicus (лат.) — вид пещерных жуков-трехин, единственный представитель монотипического рода Pangaphaenops из семейства жужелицы (Carabidae). Эндемик Китая. Название вида происходит из средневековой латыни, относящийся к серафимам, возвышенным, имея ввиду красивый внешний вид. Родовое название дано в честь покойного профессора Xiongfei Pang (SCAU), известного энтомолога и академика Китайской академии наук.

## Распространение
Китай (Гуанси). Известен только из пещеры Суолюэ I (Suolue Cave I) в западном автономном округе Бама Яо.

## Описание
Слепые троглобионты с длинными 11-члениковыми усиками и тонкими ногами. Длина 5,8 мм; ширина 1,7 мм. Тело коричневое, но усики, щупики и лапки бледно-жёлтые; умеренно блестящее; голова с несколькими редкими волосками на щеках и перед шейным переходом, переднеспинка, надкрылья и брюшные вентриты голые; ноги покрыты коротким опушением, усики опушены от 2-го до 11-го члеников. Микроскульптура: гравированные сетки умеренно поперечные на голове, нерегулярно, но более или менее поперечно полосатые на переднеспинке и надкрыльях. Низ головы с редким щетинками; суборбитальные поры около шейного сужения; каждая кокса с двумя волосками на средних и задних ногах, на передних ногах без волосков; простернум с четырьмя или пятью длинными волосками; мезо- и метастерны гладкие и голые.
Pangaphaenops представляет собой своеобразную линию, которая не близка ни к одной группе пещерных Trechini, зарегистрированных в Гуанси и Гуйчжоу. Внешне он похож на мелкие виды Sinaphaenops (s. str.), с похожей конфигурацией головы и проторакса. Более того, его надкрылья также полностью исчезли и поэтому не поддаются прослеживанию. Хаетотаксия сходна и у Sinaphaenops (s. str.). Но он сильно отличается от Sinaphaenops (s. str.) по многим аспектам, таким как: его проплевры гораздо менее расширены, чем у видов Sinaphaenops (s. str.), переднеспинка с двумя парами латеро-маргинальных волосков вместо одноцепочечных, надкрылья округлены, протарсомеры не модифицированы у самцов, и в частности, его мужские гениталии очень короткие, толстые и не такие, как у видов Sinaphaenops (s. str.).  Вид был впервые описан в 2023 году китайскими энтомологами (Mingyi Tian, Sunbin Huang, Xinyang Jia; Department of Entomology, College of Plant Protection, South China Agricultural University, Гуанчжоу, Китай).